# پادشاه موکجونگ
پادشاه موکجونگ (زاده ۵ ژوئیه ۹۸۰ (میلادی) - مرگ ۲ مارس ۱۰۰۹ (میلادی)) هفتمین پادشاه از سلسله گوریو بود. او پسر پادشاه گیونگجونگ بود که در سال ۹۹۷ پس از دایی خود پادشاه سونگجونگ به حکومت رسید.

## خانواده
- پدر : پادشاه گیئونگجونگ از گوریو
  - پدربزرگ : پادشاه گوانگجونگ از گوریو
  - مادربزرگ : ملکه دائموک از قبیلهٔ هوانگجو هوانگبو
- مادر : ملکه هئونائه ار قبیلهٔ کائسونگ وانگ
  - پدربزرگ : پادشاه دائجونگ از گوریو
  - مادربزرگ : ملکه سئونوی از قبیلهٔ جئونگجو ریو
- همسران :

1. ملکه سئونجئونگ از قبیلهٔ چونگجو یو
2. بانو یوسئوک از قبیلهٔ کیم

## هم‌چنین ببینید
- فهرست پادشاهان کره